# Puya raimondii
Espèce
Classification phylogénétique
Statut de conservation UICN

 EN A2ac+3c : En danger
Puya raimondii, également titanka en langue quechua, est une espèce de plantes à fleurs de la famille des Bromeliaceae.

## Taxonomie
Elle a été nommée ainsi d'après le naturaliste Antonio Raimondi (1826-1890) qui la découvrit.

## Distribution et habitat
L'espèce se rencontre dans la cordillère des Andes à une altitude de 3 200 à 4 800 mètres (puna). On la rencontre au Pérou, en Bolivie et au nord du Chili.

## Description
Elle vit entre 70 et 100 ans et meurt après son unique floraison. C'est donc une plante monocarpique ou hapaxanthe. Elle peut atteindre une taille de 3 mètres. Sa hampe florale peut mesurer jusqu'à 9 mètres et porter jusqu'à 20 000 fleurs.

## Menaces et protection
Depuis 2009, l'espèce est considérée comme « en danger » par l'Union internationale pour la conservation de la nature.